# Klaus-Michael Körner
Klaus-Michael Körner, auch Michael Körner (* 27. November 1952 in Cottbus; † 16. Mai 2022) war ein deutscher evangelischer Theologe, Politiker (SPD) und Mitglied des Landtages in Mecklenburg-Vorpommern.

## Leben und Beruf
Klaus-Michael Körner absolvierte eine Berufsausbildung mit Abitur zum Werbefacharbeiter. Es folgte ein Studium der Theologie an der Universität Rostock. 1983 wurde er zum Dr. theol. promoviert und arbeitete danach von 1985 bis 1990 als Studentenpfarrer der Evangelischen Studentengemeinde Halle/Saale. Von 1991 bis 1994 übernahm er die Aufgabe als Landrat des Landkreises Neustrelitz. Von 1995 bis 1998 war er Geschäftsführer des Fortbildungsinstituts „Schabernack“ – Zentrum für Praxis und Theorie der Jugendhilfe e. V. in Güstrow.
Körner war verheiratet und hatte zwei Kinder.

## Politik
Körner trat 1989 in die SPD und war Mitgründer der Partei in Halle/Saale. Er war Mitglied der SPD-Kreistagsfraktion Mecklenburg-Strelitz.
Von 1998 bis 2011 war er Mitglied des Landtages von Mecklenburg-Vorpommern. Dort war er Sprecher der SPD-Fraktion für Kirchen-, Religions- und Kulturpolitik, Mitglied der Parlamentarischen Kontrollkommission, sowie Vorsitzender des Kulturausschusses. Von 2012 bis 2020 war Körner Vorsitzender des Landeskulturrates Mecklenburg-Vorpommern.
Weiterhin war er stellvertretendes Mitglied im Verwaltungsrat der Sparkasse Mecklenburg-Strelitz.